# Bão Chan-hom (2009)
Bão Chan-hom, được biết đến ở Philippines với tên gọi là bão Emong hay bão số 1 năm 2009 ở Việt Nam, là cơn bão thứ 2 và là cơn xoáy thuận nhiệt đới thứ sáu của mùa bão Tây Bắc Thái Bình Dương 2009.
- Tên bão Chan-hom do Lào đề xuất, có nghĩa là 1 loại trái cây.[2]

## Cấp bão
Cấp bão (Việt Nam): cấp 12 ~ cấp 13 - bão cuồng phong.
Cấp bão (Nhật Bản): 65 hải lý / 1 giờ - bão cuồng phong. Áp suất:975 mbar (hPa).
Cấp bão (Hoa Kỳ): 90 hải lý / 1 giờ - bão cuồng phong cấp 2.

## Lịch sử khí tượng

### Hình thành và phát triển
Vào ngày 1 tháng 5, một khu vực nhiều mây đối lưu liên quan đến một khu vực có thời tiết bị xáo trộn hình thành về phía đông nam của Nha Trang, Việt Nam và liên kết với tàn dư nhiệt đới Crising tạo thành một khu vực mới mạnh hơn của hệ thống thời tiết bị xáo trộn. Sau đó, JMA chỉ định áp suất thấp là áp thấp nhiệt đới báo cáo theo dõi triển vọng theo hướng tây nam. JTWC đã ban hành một TCFA trên hệ thống một khi sự đối lưu tăng lên và được tổ chức tốt hơn mặc dù với một LLC bị phơi bày ở phía đông đối lưu. Sáng sớm ngày 3 tháng 5, JMA bắt đầu đưa ra các cố vấn về bão nhiệt đới trên hệ thống dự báo nó sẽ trở thành một cơn bão nhiệt đới vào cuối buổi chiều khi nó theo dõi về phía đông. Vào ngày 3 tháng 5, JTWC đã chỉ định sự xáo trộn là áp thấp nhiệt đới 02W và JMA đặt tên cho cơn bão Chan-hom. Sau đó vào ngày 4 tháng 5, Chan-hom mạnh lên thành một cơn bão nhiệt đới nghiêm trọng. Vào ngày 6 tháng 5, hệ thống di chuyển vào Khu vực Trách nhiệm của Philippines từ phía tây và được đặt tên là Emong. Cuối ngày hôm đó, JMA đã nâng cấp cơn bão nhiệt đới nghiêm trọng thành bão. Vào ngày 7 tháng 5, PAGASA báo cáo rằng Chan-hom đã đổ bộ vào mũi phía bắc của Bani, Pangasinan. Sau khi vượt qua Pangasinan, nó đã đả kích La Union, Ilocos Sur, Benguet, Nueva Vizcaya, Ifugao, Mt. Tỉnh, Kalinga và Isabela. Pangasinan (ghi nhận 150mm mưa từ Emong) và La Union là những nơi tồi tệ nhất. Các tỉnh ở Trung Luzon, Ilocos, Khu hành chính Cordillera và Thung lũng Cagayan, cùng với Metro Manila và một phần của Nam Luzon, thường trải qua hơn 100 mm trong khoảng thời gian 24 giờ ngày 7 tháng 5, tuy nhiên, mưa kéo dài từ ngày 6 tháng 5 số 8. NDCC cập nhật vào lúc 6:00 sáng ngày 13 tháng 5, chết ở tuổi 50, bị thương ở tuổi 47 và mất tích ở tuổi 13 và thiệt hại trị giá 690 triệu peso trong nông nghiệp, cơ sở hạ tầng và tài sản tư nhân. Nó tiếp tục khiến 204.000 người bị ảnh hưởng, làm hư hại 23280 ngôi nhà trong đó 6080 ngôi nhà bị hư hại hoàn toàn và 17200 bị hư hại một phần ở Pangasinan và gây ra 11 vụ sạt lở đất ở Zambales và Cagayan.

### Suy yếu và tan dần
PAGASA dự kiến cơn bão sẽ suy yếu nhanh chóng. Vào ngày 8 tháng 5, Chan-hom đã bị hạ cấp thành Bão nhiệt đới và sau đó, xuống áp thấp nhiệt đới. JMA đã đưa ra cảnh báo cuối cùng vào đầu ngày 9 tháng 5, sau đó là JTWC. PAGASA giữ cho Emong (Chan-hom) cho đến tận cuối ngày hôm đó, khi nó được tuyên bố là một vùng áp thấp. JTWC sau đó đã ban hành lại các cố vấn về trầm cảm tăng cường vào ngày 10 tháng 5. Sau đó vào ngày 11 tháng 5, Chan-hom trở thành một bệnh trầm cảm cận nhiệt đới, do đó, JMA và PAGASA đã chỉ định nó là một áp thấp nhiệt đới trong khi JTWC tuyên bố nó đã tan biến, PAGASA đã báo cáo về áp thấp nhiệt đới Chan-hom bị thoái hóa thành nhiễu loạn cận nhiệt đới Chan-hom và đưa ra lời khuyên cuối cùng cho hệ thống vì nó gần như đã hoàn toàn tan biến. Tuy nhiên, JMA đã không đưa ra lời khuyên cuối cùng cho áp thấp nhiệt đới cho đến đầu ngày 13 tháng 5, khi cơn bão lưu thông ở mức độ thấp đã tan biến và bắt đầu tăng tốc theo hướng giữa đông bắc và bắc đông bắc, khi nó bị cuốn vào dòng máy bay phản lực, lúc đó nó được dự báo sẽ trở thành ngoại nhiệt đới hoặc được hấp thụ bởi vùng nước lạnh.

## Các bản tin dự báo

### Việt Nam
Khi Chan-hom hình thành ở Biển Đông, các quan chức Việt Nam đã cảnh báo 17.793 tàu, với tổng số 83.032 ngư dân trên tàu, để tránh các khu vực gần cơn bão nhiệt đới. Mười bốn tỉnh dọc theo bờ biển của đất nước đã được cảnh sát biển cảnh báo về cơn bão vào ngày 5 tháng 5. Tất cả các tàu đã cập cảng đều bị cấm rời khỏi bờ do biển cao tới 7 m (23 ft).

### Philippines
PAGASA cảnh báo cư dân sống ở vùng thấp và gần sườn núi cần thực hiện tất cả các biện pháp phòng ngừa cần thiết chống lại các vụ sét đánh và sạt lở đất có thể. Đồng thời, Tổng thống Arroyo đã chỉ thị cho Hội đồng điều phối thảm họa quốc gia (NDCC) cung cấp các cập nhật hàng giờ cho công chúng về sự xâm nhập của bão Emong. Các Pangasinan khuyến cáo Hội đồng Điều phối thiên tai ban hành ngày Pangasinan để sẵn sàng cho Chan-hom như cơn bão đang di chuyển liên tục trên địa bàn tỉnh. PAGASA cũng cảnh báo những người sống dưới tín hiệu cảnh báo không. 2 và 3 để cảnh giác về các vụ lở đất, flashflood và bão dâng. Những tín hiệu bão này vẫn chủ yếu có hiệu lực ở phía Bắc và Trung Luzon, nơi PAGASA dự báo Emong sẽ đổ bộ vào ngày 7 tháng Năm.

## Ảnh hưởng

### Việt Nam
Kể từ ngày 7 tháng 5, Chan-hom tại Việt Nam không có tác động cấu trúc nào được biết đến.Một chiếc thuyền đánh cá từ đảo Lý Sơn, Quảng Ngãi bị lật úp gần quần đảo Hoàng Sa, tất cả 11 ngư dân đã được Hải quân Trung Quốc giải cứu.

### Philippines
Một lượng mưa 48 giờ được ghi nhận trên khắp đảo Luzon từ ngày 06-ngày 08 Tháng năm đạt đỉnh vào tháng 7. Winds of 85–140 km/h kết hợp với mưa lớn gây thiệt hại cho các tỉnh của Abra, Quirino, Cagayan, Apayao, Ilocos Norte, Aurora (hơn nữa, các tỉnh này đã nhận được hơn 200mm trong 24 giờ.) và Zambales (nhận được hơn 135 mm trong 24 giờ). Mưa cũng nặng hạt trên Pampanga (nhận 145 mm), Nueva Ecija, Tarlac, Bulacan, Bataan, Metro Manila và một phần của miền nam Luzon. Mưa vừa cũng đã trải quaTỉnh Quezon và khu vực bicol. (Cagayan và Isabela không được chỉ định nhưng cũng bị ngập lụt, điều đó có nghĩa là nó có thể đã trải qua trận mưa lớn hơn 50 mm. Hơn nữa, sông Cagayan bị ngập lụt). Tính đến ngày 10 tháng 5, khoảng 65.000 người bị mất nhà cửa ở Vùng Ilocos và vùng Cordillera.
Ở Bataan, lũ lên đến tận thắt lưng. Một số cư dân cũng đã được sơ tán. Tính đến ngày 8 tháng 5, ít nhất 25 người được xác nhận đã thiệt mạng do lũ lụt và lở đất do Emong gây ra. Chan-hom bị ảnh hưởng thêm 4.000 người, gây ra 11 vụ lở đất, chi phí PHP 863.528 giá trị của cây trồng trong 55 ha đất trong Zambales và giá trị PHP4.4 triệu đường dây tải điện trong Pangasinan.
Vào ngày 9 tháng 5, số người thiệt mạng tăng lên 26. Western Pangasinan bị đặt dưới tình trạng thảm họa, với toàn tỉnh đăng ký ít nhất 16 người chết. Những cái chết bao gồm những người bị chết đuối, chôn vùi dưới những ngôi nhà bị sụp đổ của họ và bị mảnh vỡ bay trúng. Ở thị trấn Anda ở Pangasinan, "90 phần trăm" các ngôi nhà bị thổi bay mái nhà, với những cây xoài bị nhổ bỏ và nuôi cá bị cuốn trôi ra biển. Tại Ifugao, ít nhất 10 người chết đã bị đổ lỗi do lở đất, trong khi những cây cầu nối Lamut và Bagabag, Nueva Vizcaya đã sụp đổ. Ở Isabela, "tất cả động vật làm việc" ở San Mateo bị chết đuối khi dòng sông thị trấn tràn qua.
Cập nhật báo cáo thiệt hại của Hội đồng điều phối thảm họa quốc gia (NDCC) vào lúc 6 giờ chiều ngày 19 tháng 5 đã chết ở tuổi 60, bị thương ở tuổi 53 và mất tích ở tuổi 13 và thiệt hại trị giá 1.280.897.383 peso trong đó 750.403.562 trong nông nghiệp và 530.493.821 cơ sở hạ tầng. Nó tiếp tục ảnh hưởng đến 385.833 người sống ở 615 barangay của 59 thành phố và 7 thành phố của 12 tỉnh thuộc Vùng I (La Union và Pangasinan), Vùng II (Nueva Vizcaya, Isabela, Quirino và Cagayan), Vùng III (Zambales và Pampanga) và Cordillera Khu vực hành chính (Ifugao, Kalinga, Mountain Province và Benguet) cũng như 56.160 ngôi nhà bị hư hại trong đó 23.444 bị phá hủy hoàn toàn và 32.716 bị hư hại một phần, [14] và gây ra 11 vụ lở đất ở Zambales và Ifugao.
Emong (Chan-hom) trực tiếp đi qua các tỉnh này: Pangasinan, La Union, Ilocos Sur, Benguet, Nueva Vizcaya, Ifugao, Mountain Province, Kalinga và Isabela.

## Hậu quả và cứu trợ

### Philippines
Tính đến ngày 10 tháng 5, khoảng 2,3 triệu peso Philippines (48.000 đô la Mỹ) trong chi phí cứu trợ đã được sử dụng. Hội đồng điều phối thảm họa quốc gia (NDCC) đã cung cấp 1.250 bao gạo cho các khu vực bị ảnh hưởng. Các Sở phúc lợi xã hội và Phát triển báo cáo rằng PHP 2,7 triệu (US $ 57.000) giá trị của hàng cứu trợ được dự trữ và sẵn sàng để phân phối. Lực lượng vũ trang Philippines đã triển khai một số đội để hỗ trợ các nỗ lực phục hồi và loại bỏ mảnh vỡ. Vào ngày 8 tháng 5, hai máy bay trực thăng UH-1 Iroquois đã được cung cấp để thực hiện các cuộc điều tra arial về thiệt hại của các tỉnh Isabela, Ifugao và Aurora.